# Ardery-Insel
Die Ardery-Insel (oder auch Ardery Island) ist eine Insel im Archipel der Windmill-Inseln vor der Küste des ostantarktischen Wilkeslands.

## Geographie
Die Insel liegt 2 km westlich der Odbert-Insel. Im Süden ist sie durch die Hiegel-Passage von der Holl-, der Werlein-, der O’Connor- und der Ford-Insel getrennt. 3,5 km nördlich liegen die Cronk-Inseln.
Die Ardery-Insel ist eine steile, nicht vergletscherte, in Ost-West-Richtung 1,2 km lange Insel, die bis zu 117 m hoch ist.

## Klima
Das Klima auf der Ardery-Insel entspricht etwa dem der 12 km nördlich gelegenen Casey-Station auf der Bailey-Halbinsel. Die Mitteltemperaturen betrugen zwischen 1957 und 1983 0,3 °C im wärmsten und −14,9 °C im kältesten Monat. Die durchschnittliche Jahrestemperatur lag bei −9,3 °C. Die jährliche Niederschlagsmenge betrug 195 mm. An durchschnittlich 96 Tagen traten Orkanböen auf.

## Flora und Fauna
Die Pflanzenwelt der Ardery-Insel besteht aus einigen Arten von Flechten, Moosen und Algen.
An Wirbellosen sind nur Ektoparasiten von Vögeln bekannt. Für den Antarktischen Floh ist die Ardery-Insel der Typusfundort.
Die Insel besitzt einige Kolonien von Meeresvögeln. Insbesondere brüten hier der Antarktiksturmvogel, der Kapsturmvogel, der Schneesturmvogel, der Silbersturmvogel, die Buntfuß-Sturmschwalbe und die Antarktikskua. Die Ardery-Insel ist der einzige Ort, wo beide Unterarten des Schneesturmvogels (P. n. nivea und P. n. confusa) gemeinsam beobachtet wurden.

## Naturschutz
Primär zum Schutz der vier Sturmvogelarten wurde aus Ardery- und Odbert-Insel das besonders geschützte Gebiet der Antarktis ASPA-103 nach Anlage V (Schutz und Verwaltung von Gebieten) des Umweltschutzprotokolls zum Antarktisvertrag gebildet. Das Gebiet wird außerdem von BirdLife International als Important Bird Area (AQ145) ausgewiesen.

## Geschichte
Erstmals kartiert wurde sie anhand von Luftaufnahmen der United States Navy, die 1947 und 1948 während der Operation Highjump und der Operation Windmill entstanden. Das Advisory Committee on Antarctic Names benannte sie nach Edward Rice Ardery (1920–2006), Angehöriger des United States Army Corps of Engineers bei der Operation Windmill, der zwischen 1947 und 1948 an der Errichtung astronomischer Beobachtungsstationen zwischen der Kaiser-Wilhelm-II.-Küste und der Budd-Küste beteiligt war.